# Zeus de la Paz
Zeus Chandi de la Paz (Nijmegen, 11 maart 1995) is een Nederlands-Curaçaos voetballer die als doelman speelt.

## Clubcarrière
Hij speelde in de jeugd bij Quick 1888 voor hij in 2007 de overstap maakte naar PSV waar hij de jeugdopleiding doorliep en uitkwam voor Jong PSV in de Eerste divisie. De La Paz debuteerde in het betaald voetbal tijdens de wedstrijd tegen FC Volendam op 21 maart 2014. In de zomer van 2015 maakte De la Paz de overstap naar Nuneaton Town, dat uitkomt in de National League North in Engeland. Hij verliet die club in augustus 2016. In april 2017 ging hij in de Verenigde Staten voor Cincinnati Dutch Lions FC in de USL Premier Development League spelen. In januari 2018 tekende hij een contract voor 18 maanden bij Oldham Athletic. Half augustus 2019 werd hij opnieuw voor een jaar gecontracteerd door Oldham. In november 2020 verbond hij zich voor het seizoen 2021 aan het Amerikaanse Oakland Roots SC dat uitkomt in de USL Championship.

## Interlandcarrière
De la Paz maakte zijn interlanddebuut voor Curaçao op 29 maart 2015 in de met 2–1 gewonnen thuiswedstrijd tegen Montserrat.
| 1 | 29 maart 2015 | Curaçao – Montserrat | 2 – 1 | WK-kwalificatie 2018 |
| 2 | 1 april 2015  | Montserrat – Curaçao | 2 – 2 | WK-kwalificatie 2018 |